# Huis van Justus Lipsius

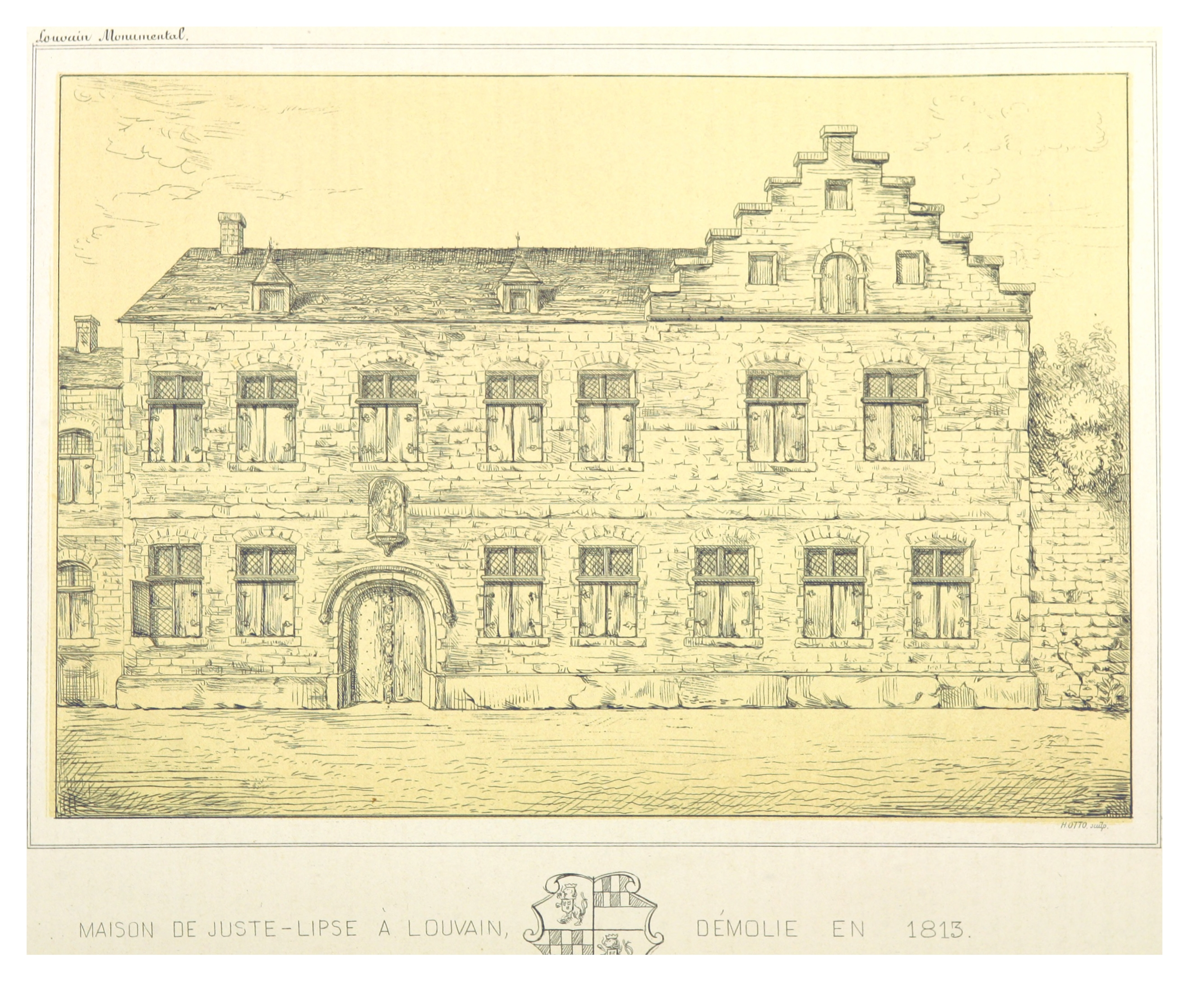
Het voormalig huis Moribus Antiquis van Justus Lipsius in Leuven, België

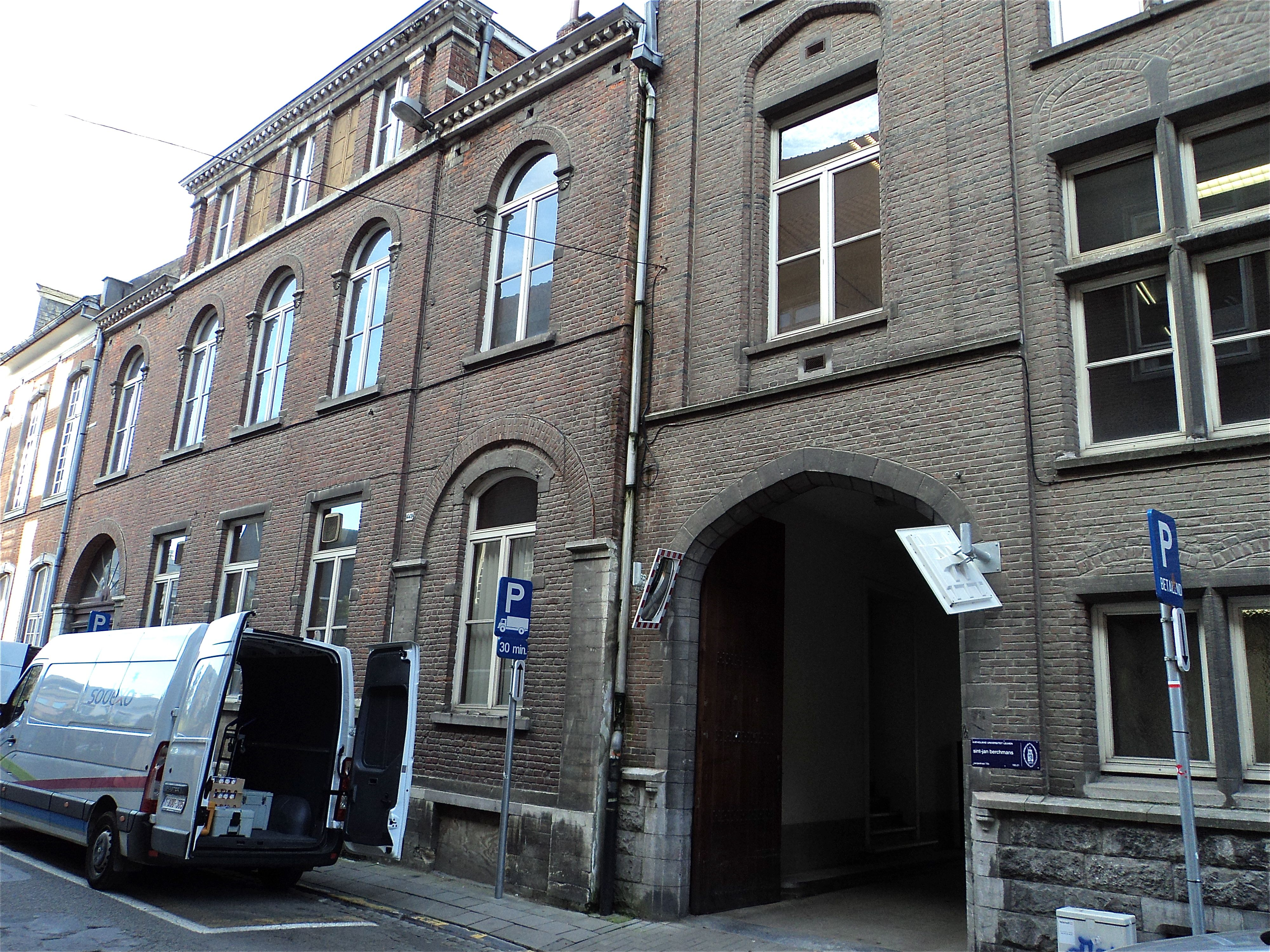
Links van de poort van de Personeelsdienst KU Leuven in de Parijsstraat: plek van Lipsius' woning

Het Huis van Justus Lipsius stond in Leuven, in de Zuidelijke Nederlanden. Het huis bestond van het eind van de 16e eeuw tot 1814, het jaar van afbraak. Het was gedurende twaalf jaren (1594-1606) de woonst van Justus Lipsius, hoogleraar aan de universiteit van Leuven na zijn periode in Leiden.  

## Beschrijving
Het was een landhuis, met twee verdiepingen en een zolder. Er was een ruime stadstuin.
Boven de voordeur liet Lipsius de Latijnse leuze Moribus Antiquis aanbrengen. Dit bleef nog lang de naam van de plek. De woorden komen van Vergilius in zijn werk Aeneis. De volledige zin luidt Moribus antiquis res stat romana virisque; dit betekent De Romeinse republiek bestaat door oude zeden en mannen (die deze deugden volgen).

## Situering
Het huis stond in de Parijsstraat, destijds Legestrate geheten. Het stond halfweg tussen de kruising met de Minderbroedersstraat en het Pater Damiaanplein, destijds Sint-Antoniusplein geheten. Tegenover staat het Heilige-Drievuldigheidscollege.

## Historiek
Op 28 maart 1594 kocht Justius Lipsius dit huis van het echtpaar Jean Opdenbergh en Anne vanden Calstere; de datering van het huis is algemeen eind 16e eeuw. Het huis had als buren het godshuis van de abdij van Park en het woonhuis van Jan Boysack. In 1600 verwierf Lipsius het poorterschap van de stad Leuven. In zijn huis woonden er studenten. Zo ging het onder meer om de broers Guillaume en Antoine, twee zonen van Jean Richardot, voorzitter van de Geheime Raad der Nederlanden, alsook om Philip Rubens, oudste broer van Peter Paul Rubens. Sommige studenten schonken een glasraam voor de woning.
Justus Lipsius overleed thuis in 1606. Hij werd ten grave gedragen in het nabije Minderbroederklooster in de Minderbroedersstraat. Dit convent bestaat niet meer.
In 1814 werd het huis Moribus Antiquis afgebroken. Er kwam een herenhuis in de plaats, gebouwd in empirestijl. 
In 1971 verbouwde de KU Leuven dit herenhuis tezamen met het voormalige jezuïetenklooster rechts naast tot een enkel administratief gebouw voor de personeelsdienst van de universiteit.